# Hahake (Uvea)
Hahake è il centrale dei tre distretti in cui è diviso 'Uvea, uno dei tre regni tradizionali in cui è divisa la collettività d'oltremare francese di Wallis e Futuna, sull'isola di Wallis. Capoluogo è Mata-Utu.

## Villaggi
| Villaggio  | Popolazione (Censimento 21/07/2008) |
| ---------- | ----------------------------------- |
| Hahake     |                                     |
| Ahoa       | 437                                 |
| Aka'aka    | 515                                 |
| Falaleu    | 626                                 |
| Ha'afuasia | 386                                 |
| Liku       | 671                                 |
| Matāʻutu   | 1124                                |
| Hahake     | 3759                                |